# Phyllonorycter extincta
Phyllonorycter extincta là một loài bướm đêm thuộc họ Gracillariidae. Nó được tìm thấy ở Tunisia.
Ấu trùng ăn Quercus coccifera và Quercus suber. Chúng ăn lá nơi chúng làm tổ.